# Sisyropa formosa
Sisyropa formosa là một loài ruồi trong họ Tachinidae.